# Chase Elliott
Statistiques en NASCAR Cup Series
Dernière mise à jour : 23 novembre 2023 
Chase Elliott, de son vrai nom William Clyde Elliott II, est un pilote américain de NASCAR né le 28 novembre 1995 à Dawsonville en Géorgie.
Il est le fils du champion de NASCAR 1988, Bill Elliott.

## Carrière
Elliott participe au programme complet de la en NASCAR Xfinity Series en 2014 (2 victoires) et 2015 (1 victoire) au volant de la voiture Chevrolet no 9 de la JR Mortorsports. Il remporte le championnat en 2014 devenant le premier pilote débutant (rookie) et le plus jeune pilote à remporter le titre dans cette série. Il termine deuxième en 2015 mais par la suite, ne dispute que quelques courses par saison au sein de la JR Motorsports soit 6 courses en 2016 (5 dont 1 victoire au volant de la no 88 et 1 au volant de la no 5), 8 courses en 2018 (1 au volant de la no 88 et 7 au volant de la no 23 de la GMS Racing), 1 course en 2020 (voiture no 8) et 1 course en 2021 (voiture no 1).
Il commence en NASCAR Cup Series en 2015 au sein de l'écurie Hendrick Motorsports et y dispute cinq courses au volant de la voiture Chevrolet no 25. Depuis la saison 2016, il participe au programme complet du championnat. Au volant de la voiture Chevrolet no 24,  il réalise 2 pole position et termine 10e du championnat 2016. Son contrat est prolongé pour quatre saisons en juin 2017. Il termine le championnat 2017 en 5e position après avoir remporté trois victoires. Il passe ensuite au volant de la voiture no 9 dès la saison 2018. Il remporte sa première victoire en Cup Series le 5 août 2018 sur le circuit de Watkins Glen. Au total de sa saison, il comptabilise trois victoires et termine sixième du championnat. Il fait de même en 2019 mais termine le championnat en 10e position. Au cours de la saison 2019, il remporte cinq victoires et décroche son premier titre en Cup Series. L'année suivante est légèrement moins bonne puisqu'il ne remporte que deux victoires en terminant quatrième du championnat. 
Elliott a également piloté avec un programme partiel en Camping World Truck Series (9 courses dont 1 victoire en 2013, 1 course en 2016, 2 courses dont 1 victoire en 2017, trois courses dont une victoire en 2020 et une course en 2021). Il a participé également à quelques courses en ARCA Racing Series (12 courses entre 2012 et 2014 dont une victoire en 2013), en K&N Pro Series East (programme complet en 2011, terminant 9e, et en 2012, terminant 4e avec une victoire), en K&N Pro Series West (quatre courses sans victoire et réparties sur les saisons 2011, 2012 et 2016).
Son meilleur résultat lors du Daytona 500 est une deuxième place en 2021.

## Palmarès

### NASCAR Cup Series

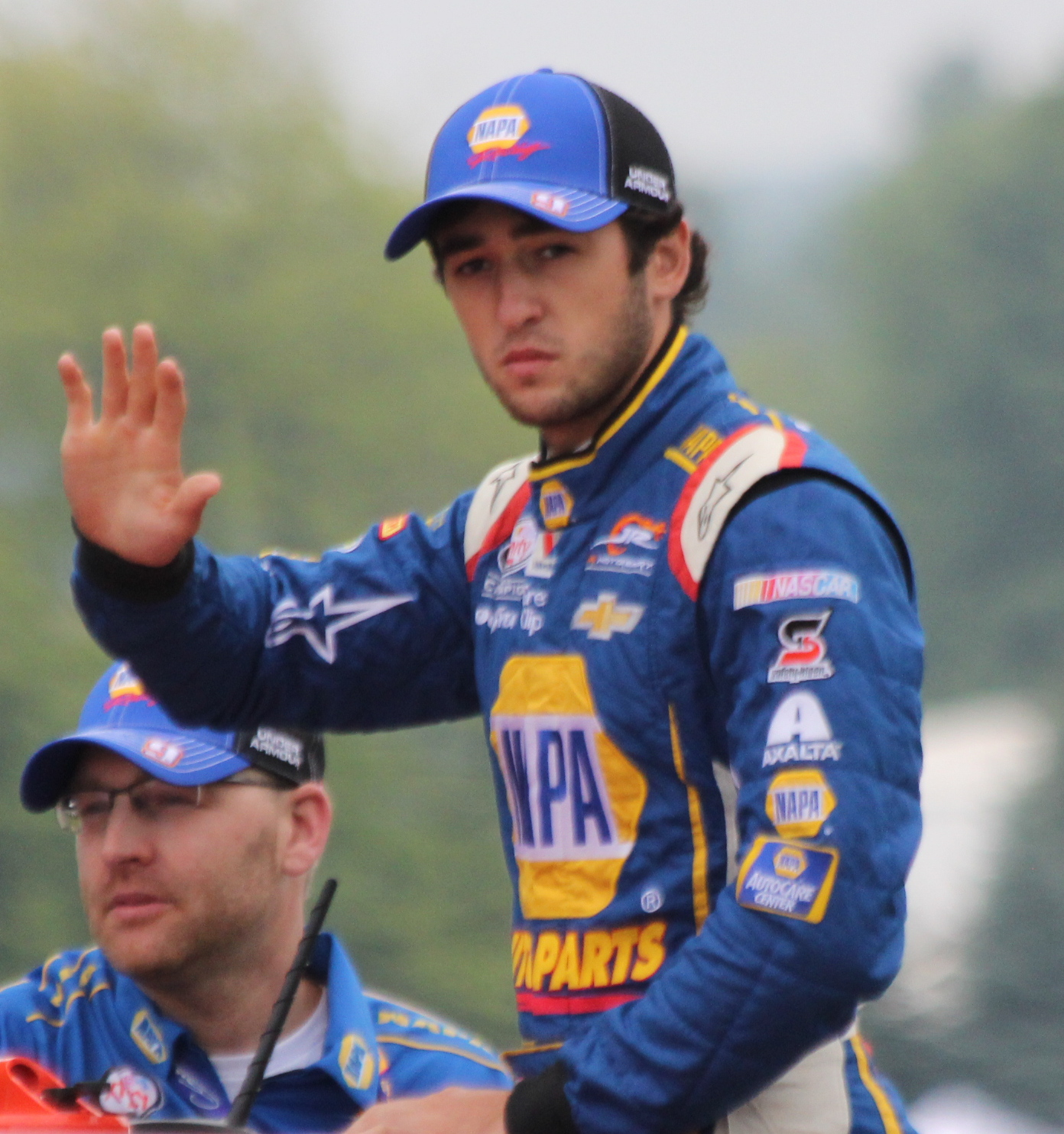
Elliott au Road America en 2015.

Au 23 novembre 2023, il a participé à 267 courses en 9 saisons.
- Voiture en 2023 : no 9
- Écurie : Hendrick Motorsports
- Résultat saison 2023 : 17e[4]
- Meilleur classement en fin de saison : 1er en 2020
- 1re course : 2015 STP 500 de 2015 (Martinsville)
- Dernière course : NASCAR Cup Series Championship Race 2023 (à Phoenix)
- Première victoire : Go Bowling at The Glen de 2018 (à Watkins Glen)
- Dernière victoire : YellaWood 500 de 2022 (à Talladega)
- Victoires 18 dont 7 sur circuit routier
- Top5 : 94
- Top10 : 152
- Pole position : 12

| Légende  |                                                                         |
| -------- | ----------------------------------------------------------------------- |
| Gras     | Pole position décerné par temps de qualification.                       |
| Italique | Pole position gagnés par les points au classement ou du temps d'essais. |
| *        | Plus grand nombre de tours menés.                                       |
| Année | Équipe               | No. | Constructeur | 1      | 2       | 3      | 4      | 5      | 6      | 7      | 8      | 9      | 10     | 11     | 12     | 13     | 14     | 15     | 16     | 17     | 18     | 19     | 20     | 21     | 22     | 23     | 24     | 25     | 26      | 27     | 28     | 29     | 30     | 31     | 32      | 33     | 34     | 35      | 36     | Clas. | Pts  |
| 2015  | Hendrick Motorsports | 25  | Chevrolet    | DAY    | ATL     | LVS    | PHO    | CAL    | MAR 38 | TEX    | BRI    | RCH 16 | TAL    | KAN    | CLT 18 | DOV    | POC    | MCH    | SON    | DAY    | KEN    | NHA    | IND 18 | POC    | GLN    | MCH    | BRI    | DAR 41 | RCH     | CHI    | NHA    | DOV    | CLT    | KAN    | TAL     | MAR    | TEX    | PHO     | HOM    | 59e   | 01   |
| 2016  | Hendrick Motorsports | 24  | Chevrolet    | DAY 37 | ATL 8   | LVS 38 | PHO 8  | CAL 6  | MAR 20 | TEX 5  | BRI 4  | RCH 12 | TAL 5  | KAN 9  | DOV 3  | CLT 8  | POC 4* | MCH 2  | SON 21 | DAY 32 | KEN 31 | NHA 34 | IND 15 | POC 33 | GLN 13 | BRI 15 | MCH 2  | DAR 10 | RCH 19  | CHI 3  | NHA 13 | DOV 3  | CLT 33 | KAN 31 | TAL 12  | MAR 12 | TEX 4  | PHO 9   | HOM 11 | 10e   | 2285 |
| 2017  | Hendrick Motorsports | 24  | Chevrolet    | DAY 14 | ATL 5   | LVS 3  | PHO 12 | CAL 10 | MAR 3  | TEX 9  | BRI 7  | RCH 24 | TAL 30 | KAN 29 | CLT 38 | DOV 5  | POC 8  | MCH 2  | SON 8  | DAY 22 | KEN 3  | NHA 11 | IND 39 | POC 10 | GLN 13 | MCH 8  | BRI 18 | DAR 11 | RCH 10  | CHI 2  | NHA 11 | DOV 2* | CLT 2  | TAL 16 | KAN 4   | MAR 27 | TEX 8  | PHO 2   | HOM 5  | 5e    | 2377 |
| 2018  | Hendrick Motorsports | 9   | Chevrolet    | DAY 33 | ATL 10  | LVS 34 | PHO 3  | CAL 16 | MAR 9  | TEX 11 | BRI 29 | RCH 2  | TAL 3  | DOV 12 | KAN 12 | CLT 11 | POC 10 | MCH 9  | SON 4  | CHI 19 | DAY 34 | KEN 13 | NHA 5  | POC 7  | GLN 1* | MCH 9  | BRI 3  | DAR 5  | IND 15  | LVS 36 | RCH 4  | CLT 6  | DOV 1  | TAL 31 | KAN 1   | MAR 7  | TEX 6  | PHO 23  | HOM 7  | 6e    | 2350 |
| 2019  | Hendrick Motorsports | 9   | Chevrolet    | DAY 17 | ATL 19  | LVS 9  | PHO 14 | CAL 11 | MAR 2  | TEX 13 | BRI 11 | RCH 15 | TAL 1* | DOV 5* | KAN 4  | CLT 4  | POC 4  | MCH 20 | SON 37 | CHI 11 | DAY 35 | KEN 15 | NHA 29 | POC 38 | GLN 1* | MCH 9  | BRI 5  | DAR 19 | IND 9   | LVS 4  | RCH 13 | CLT 1* | DOV 38 | TAL 8  | KAN 2   | MAR 36 | TEX 32 | PHO 39  | HOM 15 | 10e   | 2275 |
| 2020  | Hendrick Motorsports | 9   | Chevrolet    | DAY 17 | LVS 26  | CAL 4  | PHO 7* | DAR 4  | DAR 38 | CLT 2  | CLT 1  | BRI 22 | ATL 8  | MAR 5  | HOM 2  | TAL 38 | POC 25 | POC 4  | IND 11 | KEN 23 | TEX 12 | KAN 12 | NHA 9  | MCH 7  | MCH 9  | DAY 1* | DOV 5  | DOV 39 | DAY 2   | DAR 20 | RCH 5  | BRI 7  | LVS 22 | TAL 5  | CLT 1*  | KAN 6  | TEX 20 | MAR 1*  | PHO 1* | 1er   | 5040 |
| 2021  | Hendrick Motorsports | 9   | Chevrolet    | DAY 2  | DAY 21* | HOM 14 | LVS 13 | PHO 5  | ATL 38 | BRI 10 | MAR 2  | RCH 12 | TAL 24 | KAN 5  | DAR 7  | DOV 3  | COA 1  | CLT 2  | SON 2  | NSH 39 | POC 12 | POC 27 | ROA 1* | ATL 7  | NHA 18 | GLN 2  | IND 4  | MCH 8  | DAY 8   | DAR 31 | RCH 4  | BRI 25 | LVS 2  | TAL 18 | CLT 12  | TEX 7  | KAN 2  | MAR 16* | PHO 5  | 4e    | 5032 |
| 2022  | Hendrick Motorsports | 9   | Chevrolet    | DAY 10 | CAL 26  | LVS 9  | PHO 11 | ATL 6  | COA 4  | RCH 14 | MAR 10 | BRI 8  | TAL 7  | DOV 1  | DAR 5  | KAN 29 | CLT 33 | GTW 21 | SON 8  | NSH 1  | ROA 2* | ATL 1* | NHA 2  | POC 1  | IND 16 | MCH 11 | RCH 5  | GLN 4* | DAY 29* | DAR 36 | KAN 11 | BRI 2  | TEX 32 | TAL 1  | CLT 20* | LVS 21 | HOM 14 | MAR 10  | PHO 28 | 4e    | 5009 |
| 2023  | Hendrick Motorsports | 9   | Chevrolet    | DAY 38 | CAL 2   | LVS    | PHO    | ATL    | COA    | RCH    | BRD    | MAR 10 | TAL 12 | DOV 11 | KAN 7  | DAR 3  | CLT 34 | GTW    | SON 5  | NSH 4  | CSC 3  | ATL 13 | NHA 12 | POC 10 | RCH 13 | MCH 36 | IRC 2  | GLN 32 | DAY 4   | DAR 8  | KAN 6  | BRI 7  | TEX 11 | TAL 7  | ROV 9   | LVS 32 | HOM 15 | MAR 17  | PHO 16 | 17e   | 820  |
| 2024  | Hendrick Motorsports | 9   | Chevrolet    | DAY    | ATL     | LVS    | PHO    | BRI    | COA    | RCH    | MAR    | TEX    | TAL    | DOV    | KAN    | DAR    | CLT    | GTW    | SON    | IOW    | NHA    | NSH    | CSC    | POC    | IND    | RCH    | MCH    | DAY    | DAR     | ATL    | GLN    | BRI    | KAN    | TAL    | ROV     | LVS    | HOM    | MAR     | PHO    | -     | -    |
| Résultats au Daytona 500 | Résultats au Daytona 500 | Résultats au Daytona 500 | Résultats au Daytona 500 | Résultats au Daytona 500 |
| ------------------------ | ------------------------ | ------------------------ | ------------------------ | ------------------------ |
| Année                    | L'équipe                 | Fabricant                | Position au              | Position au              |
| Année                    | L'équipe                 | Fabricant                | Départ                   | Arrivée                  |
| 2016                     | Hendrick Motorsports     | Chevrolet                | 1                        | 37                       |
| 2017                     | Hendrick Motorsports     | Chevrolet                | 1                        | 14                       |
| 2018                     | Hendrick Motorsports     | Chevrolet                | 4                        | 33                       |
| 2019                     | Hendrick Motorsports     | Chevrolet                | 18                       | 17                       |
| 2020                     | Hendrick Motorsports     | Chevrolet                | 25                       | 17                       |
| 2021                     | Hendrick Motorsports     | Chevrolet                | 12                       | 2                        |
| 2022                     | Hendrick Motorsports     | Chevrolet                | 11                       | 10                       |
| 2023                     | Hendrick Motorsports     | Chevrolet                | 8                        | 38                       |

### NASCAR Xfinity Series
Au 23 novembre 2023, il a participé à 83 courses sur 8 saisons  :
- Dernière saison : Voiture Chevrolet no 17 de la Hendrickx Motorsports
- Résultat dernière saison : 79e en 2023
- Meilleur classement en fin de saison : 1er en 2014
- Première course : DRIVE4COPD 300 de 2014 (à Daytona)
- Dernière course : Explore de Pocono Mountains 250 de 2023  (à Pocono)
- Première victoire : O'Reilly Auto Parts 300 de 2014 (au Texas)
- Dernière victoire : PowerShares 300 de 2016 (à Daytona)
- Victoire(s) : 5
- Top5 : 35
- Top10 : 67
- Pole position : 2

| Année | Équipe               | No. | Constructeur | 1      | 2     | 3     | 4     | 5     | 6     | 7     | 8     | 9      | 10     | 11      | 12    | 13    | 14     | 15     | 16     | 17    | 18     | 19     | 20    | 21    | 22    | 23     | 24     | 25     | 26     | 27    | 28    | 29     | 30     | 31    | 32    | 33     | Clas. | Pts  |
| 2014  | JR Motorsports (en)  | 9   | Chevrolet    | DAY 15 | PHO 9 | LVS 5 | BRI 9 | CAL 6 | TEX 1 | DAR 1 | RCH 2 | TAL 19 | IOW 4  | CLT 37  | DOV 5 | MCH 6 | ROA 4  | KEN 12 | DAY 20 | NHA 8 | CHI 1* | IND 12 | IOW 8 | GLN 6 | MOH 4 | BRI 3  | ATL 5  | RCH 2  | CHI 10 | KEN 4 | DOV 3 | KAN 10 | CLT 8* | TEX 4 | PHO 5 | HOM 17 | 1er   | 2013 |
| 2015  | JR Motorsports (en)  | 9   | Chevrolet    | DAY 28 | ATL 5 | LVS 5 | PHO 7 | CAL 4 | TEX 8 | BRI 6 | RCH 5 | TAL 37 | IOW 2* | CLT 8   | DOV 6 | MCH 2 | CHI 14 | DAY 3  | KEN 13 | NHA 9 | IND 10 | IOW 9  | GLN 7 | MOH 5 | BRI 7 | ROA 4* | DAR 24 | RCH 1* | CHI 14 | KEN 4 | DOV 7 | CLT 9  | KAN 7  | TEX 8 | PHO 7 | HOM 8  | 2e    | 1175 |
| 2016  | JR Motorsports (en)  | 88  | Chevrolet    | DAY 1  | ATL   | LVS 4 | PHO 5 | CAL   |       |       |       | TAL 9  | DOV    | CLT     | POC   | MCH   | IOW    | DAY 9  | KEN    | NHA   | IND    | IOW    | GLN   | MOH   | BRI   | ROA    | DAR    | RCH    | CHI    | KEN   | DOV   | CLT    | KAN    | TEX   | PHO   | HOM    | 90e   | 01   |
| 2016  | JR Motorsports (en)  | 5   | Chevrolet    |        |       |       |       |       | TEX 4 | BRI   | RCH   |        |        |         |       |       |        |        |        |       |        |        |       |       |       |        |        |        |        |       |       |        |        |       |       |        | 90e   | 01   |
| 2018  | JR Motorsports (en)  | 88  | Chevrolet    | DAY 12 | ATL   | LVS   | PHO   | CAL   | TEX   | BRI   | RCH   | TAL    | DOV    |         |       |       |        |        |        |       |        |        |       |       |       |        |        |        |        |       |       |        |        |       |       |        | 90e   | 01   |
| 2018  | GMS Racing (en)      | 23  | Chevrolet    |        |       |       |       |       |       |       |       |        |        | CLT 37  | POC 2 | MCH   | IOW    | CHI 10 | DAY 29 | KEN   | NHA    | IOW    | GLN   | MOH   | BRI 8 | ROA    | DAR 6  | IND 4  | LVS    | RCH   | CLT   | DOV    | KAN    | TEX   | PHO   | HOM    | 90e   | 01   |
| 2019  | JR Motorsports (en)  | 8   | Chevrolet    | DAY 10 | ATL   | LVS   | PHO   | CAL   | TEX   | BRI   | RCH   | TAL    | DOV    | CLT     | POC   | MCH   | IOW    | CHI    | DAY    | KEN   | NHA    | IOW    | GLN   | MOH   | BRI   | ROA    | DAR    | IND    | LVS    | RCH   | CLT   | DOV    | KAN    | TEX   | PHO   | HOM    | 90e   | 01   |
| 2021  | JR Motorsports (en)  | 1   | Chevrolet    | DAY    | DAY   | HOM   | LVS   | PHO   | ATL   | MAR   | TAL   | DAR    | DOV    | COA     | CLT   | MOH   | TEX    | NSH    | POC    | ROA   | ATL    | NHA    | GLN   | IND 4 | MCH   | DAY    | DAR    | RCH    | BRI    | LVS   | TAL   | CLT    | TEX    | KAN   | MAR   | PHO    | 78e   | 01   |
| 2022  | JR Motorsports (en)  | 88  | Chevrolet    | DAY    | CAL   | LVS   | PHO   | ATL   | COA   | RCH   | MAR   | TAL    | DOV    | DAR DNQ | TEX   | CLT   | PIR    | NSH    | ROA    | ATL   | NHA    | POC    | IND   | MCH   | GLN   | DAY    | DAR    | KAN    | BRI    | TEX   | TAL   | CLT    | LVS    | HOM   | MAR   | PHO    | -     | -    |
| 2023  | Hendrick Motorsports | 17  | Chevrolet    | DAY    | CAL   | LVS   | PHO   | ATL   | COA   | RCH   | MAR   | TAL    | DOV    | DAR     | CLT   | PIR   | SON    | NSH    | CSC    | ATL   | NHA    | POC 3  | ROA   | MCH   | IRC   | GLN    | DAY    | DAR    | KAN    | BRI   | TEX   | ROV    | LVS    | HOM   | MAR   | PHO    | 79e   | 01   |

### NASCAR Truck Series
Au 23 novembre 2023, il a participé à 18 courses sur 7 saisons  :
- Dernière saison : Voiture Chevrolet no 35 de la McAnally-Hilgemann Racing
- Résultat avant dernière saison : 92e en 2022
- Meilleur classement en fin de saison : 22e en 2013
- Première course : Kroger 250 de 2013 (à Martinsville)
- Dernière course : NextEra Energy 250 de 2023 (à Daytona)
- Première victoire : Chevrolet Silverado 250 de 2013 (à Mosport)
- Dernière victoire : North Carolina Education Lottery 200 de 2020 (à Charlotte)
- Victoire(s) : 3
- Top5 : 11
- Top10 : 15
- Pole position : 3

| Année | Équipe                         | No. | Constructeur | 1      | 2     | 3      | 4      | 5     | 6     | 7   | 8   | 9     | 10  | 11    | 12  | 13    | 14    | 15     | 16  | 17  | 18  | 19     | 20     | 21     | 22  | 23  | Clas. | Pts |
| 2013  | Hendrick Motorsports           | 94  | Chevrolet    | DAY    | MAR 6 | CAR 5  | KAN    | CLT   | DOV 4 | TEX | KEN | IOW 5 | ELD | POC   | MCH | BRI 5 | MSP 1 | IOW 31 | CHI | LVS | TAL | MAR 20 | TEX    | PHO 10 | HOM |     | 22e   | 315 |
| 2016  | Contreras Motorsports (en)     | 71  | Chevrolet    | DAY    | ATL   | MAR    | KAN    | DOV   | CLT   | TEX | IOW | GTW   | KEN | ELD   | POC | BRI   | MCH   | MSP    | CHI | NHA | LVS | TAL    | MAR 2* | TEX    | PHO | HOM | 83e   | 01  |
| 2017  | GMS Racing (en)                | 23  | Chevrolet    | DAY    | ATL 5 | MAR 1  | KAN    | CLT   | DOV   | TEX | GTW | IOW   | KEN | ELD   | POC | MCH   | BRI   | MSP    | CHI | NHA | LVS | TAL    | MAR    | TEX    | PHO | HOM | 76e   | 01  |
| 2020  | GMS Racing (en)                | 24  | Chevrolet    | DAY    | LVS   | CLT 1* | ATL 20 | HOM 4 | POC   | KEN | TEX | KAN   | KAN | MCH   | DAY | DOV   | GTW   | DAR    | RCH | BRI | LVS | TAL    | KAN    | TEX    | MAR | PHO | 79e   | 01  |
| 2021  | GMS Racing (en)                | 24  | Chevrolet    | DAY    | DAY   | LVS    | ATL    | BRI   | RCH   | KAN | DAR | COA   | CLT | TEX 2 | NSH | POC   | KNX   | GLN    | GTW | DAR | BRI | LVS    | TAL    | MAR    | PHO |     | 97e   | 01  |
| 2022  | Spire Motorsports (en)         | 7   | Chevrolet    | DAY    | LVS   | ATL    | COA    | MAR   | BRI 7 | DAR | KAN | TEX   | CLT | GTW   | SON | KNO   | NSH   | MOH    | POC | IRP | RCH | KAN    | BRI    | TAL    | HOM | PHO | 92e   | 01  |
| 2023  | McAnally-Hilgemann Racing (en) | 35  | Chevrolet    | DAY 10 | LVS   | ATL    | COA    | TEX   | BRD   | MAR | KAN | DAR   | NWS | CLT   | GTW | NSH   | MOH   | POC    | RCH | IRP | MLW | KAN    | BRI    | TAL    | HOM | PHO | 98e   | 01  |

### Autres compétitions

#### K&N Pro Series East
| Résultats en NASCAR K&N Pro Series East | Résultats en NASCAR K&N Pro Series East | Résultats en NASCAR K&N Pro Series East | Résultats en NASCAR K&N Pro Series East | Résultats en NASCAR K&N Pro Series East | Résultats en NASCAR K&N Pro Series East | Résultats en NASCAR K&N Pro Series East | Résultats en NASCAR K&N Pro Series East | Résultats en NASCAR K&N Pro Series East | Résultats en NASCAR K&N Pro Series East | Résultats en NASCAR K&N Pro Series East | Résultats en NASCAR K&N Pro Series East | Résultats en NASCAR K&N Pro Series East | Résultats en NASCAR K&N Pro Series East | Résultats en NASCAR K&N Pro Series East | Résultats en NASCAR K&N Pro Series East | Résultats en NASCAR K&N Pro Series East | Résultats en NASCAR K&N Pro Series East | Résultats en NASCAR K&N Pro Series East | Résultats en NASCAR K&N Pro Series East |
| --------------------------------------- | --------------------------------------- | --------------------------------------- | --------------------------------------- | --------------------------------------- | --------------------------------------- | --------------------------------------- | --------------------------------------- | --------------------------------------- | --------------------------------------- | --------------------------------------- | --------------------------------------- | --------------------------------------- | --------------------------------------- | --------------------------------------- | --------------------------------------- | --------------------------------------- | --------------------------------------- | --------------------------------------- | --------------------------------------- |
| Année                                   | Équipe                                  | No.                                     | Constructeur                            | 1                                       | 2                                       | 3                                       | 4                                       | 5                                       | 6                                       | 7                                       | 8                                       | 9                                       | 10                                      | 11                                      | 12                                      | 13                                      | 14                                      | Clas.                                   | Pts                                     |
| 2011                                    | Hendrick Motorsports                    | 9                                       | Chevrolet                               | GRE 4                                   | SBO 22                                  | RCH 24                                  | IOW 7                                   | BGS 18                                  | JFC 22                                  | LGY 5                                   | NHA 10                                  | COL 6                                   | GRE 3                                   | NHA 11                                  | DOV 29                                  |                                         |                                         | 9e                                      | 1510                                    |
| 2012                                    | Hendrick Motorsports                    | 9                                       | Chevrolet                               | BRI 10                                  | GRE 6                                   | RCH 2                                   | IOW 1                                   | BGS 6                                   | JFC 14                                  | LGY 3                                   | CNB 15                                  | COL 15                                  | IOW 4                                   | NHA 5                                   | DOV 27                                  | GRE 2                                   | CAR 12                                  | 4e                                      | 700                                     |

#### K&N Pro Series West
| Résultats en NASCAR K&N Pro Series West | Résultats en NASCAR K&N Pro Series West | Résultats en NASCAR K&N Pro Series West | Résultats en NASCAR K&N Pro Series West | Résultats en NASCAR K&N Pro Series West | Résultats en NASCAR K&N Pro Series West | Résultats en NASCAR K&N Pro Series West | Résultats en NASCAR K&N Pro Series West | Résultats en NASCAR K&N Pro Series West | Résultats en NASCAR K&N Pro Series West | Résultats en NASCAR K&N Pro Series West | Résultats en NASCAR K&N Pro Series West | Résultats en NASCAR K&N Pro Series West | Résultats en NASCAR K&N Pro Series West | Résultats en NASCAR K&N Pro Series West | Résultats en NASCAR K&N Pro Series West | Résultats en NASCAR K&N Pro Series West | Résultats en NASCAR K&N Pro Series West | Résultats en NASCAR K&N Pro Series West | Résultats en NASCAR K&N Pro Series West | Résultats en NASCAR K&N Pro Series West |
| --------------------------------------- | --------------------------------------- | --------------------------------------- | --------------------------------------- | --------------------------------------- | --------------------------------------- | --------------------------------------- | --------------------------------------- | --------------------------------------- | --------------------------------------- | --------------------------------------- | --------------------------------------- | --------------------------------------- | --------------------------------------- | --------------------------------------- | --------------------------------------- | --------------------------------------- | --------------------------------------- | --------------------------------------- | --------------------------------------- | --------------------------------------- |
| Année                                   | Équipe                                  | No.                                     | Constructeur                            | 1                                       | 2                                       | 3                                       | 4                                       | 5                                       | 6                                       | 7                                       | 8                                       | 9                                       | 10                                      | 11                                      | 12                                      | 13                                      | 14                                      | 15                                      | Clas.                                   | Pts                                     |
| 2011                                    | Hendrick Motorsports                    | 94                                      | Chevrolet                               | PHO                                     | AAS                                     | MMP                                     | IOW                                     | LVS                                     | SON                                     | IRW                                     | EVG                                     | PIR                                     | CNS                                     | MRP                                     | SPO                                     | AAS                                     | PHO 3                                   |                                         | 67e                                     | 185                                     |
| 2012                                    | Hendrick Motorsports                    | 94                                      | Chevrolet                               | PHO 17                                  | LHC                                     | MMP                                     | S99                                     | IOW                                     | BIR                                     | LVS                                     | SON                                     | EVG                                     | CNS                                     | IOW                                     | PIR                                     | SMP                                     | AAS                                     | PHO 4                                   | 38e                                     | 67                                      |
| 2016                                    | HScott Motorsports (en)                 | 21                                      | Chevrolet                               | IRW                                     | KCR                                     | TUS                                     | OSS                                     | CNS                                     | SON 1                                   | SLS                                     | IOW                                     | EVG                                     | DCS                                     | MMP                                     | MMP                                     | MER                                     | AAS                                     |                                         | 38e                                     | 47                                      |

#### ARCA Racing Series
Au 23 novembre 2023, il a participé à 12 courses sur 3 saisons  :
- Voiture Chevrolet no 9 de la Hendrick Motorsports
- Résultat dernière saison : 86e en 2014
- Meilleur classement en fin de saison : 25e en 2012
- Victoire(s) : 1
- Top5 : 6
- Top10 : 11
- Pole position : 1

| Année | Équipe               | No. | Constructeur | 1     | 2      | 3     | 4   | 5   | 6   | 7     | 8   | 9     | 10    | 11  | 12     | 13    | 14  | 15    | 16  | 17    | 18    | 19        | 20     | 21  | Clas. | Pts  |
| 2012  | Hendrick Motorsports | 9   | Chevrolet    | DAY   | MOB 10 | SLM 4 | TAL | TOL | ELK | POC   | MCH | WIN   | NJE 2 | IOW | CHI    | IRP   | POC | BLN 7 | ISF | MAD 8 | SLM 3 | DSF Canc. | KAN    |     | 25e   | 1260 |
| 2012  | Hendrick Motorsports | 9   | Chevrolet    | DAY   | MOB    | SLM   | TAL | TOL | ELK | POC 1 | MCH | ROA 4 | WIN   | CHI | NJE 3* | POC 9 | BLN | ISF   | MAD | DSF   | IOW   | SLM       | KEN 27 | KAN | 28e   | 975  |
| 2012  | Hendrick Motorsports | 9   | Chevrolet    | DAY 9 | MOB    | SLM   | TAL | TOL | NJE | POC   | MCH | ELK   | WIN   | CHI | IRP    | POC   | BLN | ISF   | MAD | DSF   | SLM   | KEN       | KAN    |     | 86e   | 185  |

#### 24 Heures de Daytona
| Résultats aux 24 Heures de Daytona | Résultats aux 24 Heures de Daytona | Résultats aux 24 Heures de Daytona  | Résultats aux 24 Heures de Daytona | Résultats aux 24 Heures de Daytona | Résultats aux 24 Heures de Daytona | Résultats aux 24 Heures de Daytona | Résultats aux 24 Heures de Daytona |
| ---------------------------------- | ---------------------------------- | ----------------------------------- | ---------------------------------- | ---------------------------------- | ---------------------------------- | ---------------------------------- | ---------------------------------- |
| Saison                             | Écurie                             | Copilotes                           | Voiture                            | Classe                             | Tours                              | Pos.                               | Class Pos.                         |
| 24 Heures de Daytona 2021          | Whelen Engineering Racing          | Mike Conway Pipo Derani Felipe Nasr | Cadillac DPi-V.R                   | DPi                                | 783                                | 8e                                 | 6e                                 |

#### Superstar Racing Experience
| Résultats en Superstar Racing Experience (en) | Résultats en Superstar Racing Experience (en) | Résultats en Superstar Racing Experience (en) | Résultats en Superstar Racing Experience (en) | Résultats en Superstar Racing Experience (en) | Résultats en Superstar Racing Experience (en) | Résultats en Superstar Racing Experience (en) | Résultats en Superstar Racing Experience (en) | Résultats en Superstar Racing Experience (en) | Résultats en Superstar Racing Experience (en) |
| --------------------------------------------- | --------------------------------------------- | --------------------------------------------- | --------------------------------------------- | --------------------------------------------- | --------------------------------------------- | --------------------------------------------- | --------------------------------------------- | --------------------------------------------- | --------------------------------------------- |
| Saison                                        | No.                                           | 1                                             | 2                                             | 3                                             | 4                                             | 5                                             | 6                                             | Clas.                                         | Pts                                           |
| 2021                                          | 94                                            | STA                                           | KNX                                           | ELD                                           | IRP                                           | SLG                                           | NSV 1                                         | 14e                                           | 41                                            |
| 2022                                          | 9                                             | FIF                                           | SBO                                           | STA                                           | NSV                                           | I-55                                          | SHA 12                                        | 13e                                           | 43                                            |

### Titres
- Champion NASCAR Cup Series en 2020 ;
- Champion NASCAR Xfinity Series en 2014.

- Vainqueur en 2020 de la NASCAR All-Star Race en NASCAR Cup Series en 2020 ;
- Pole position au Daytona 500 en NASCAR Cup Series en 2016 et 2017 ;
- Vainqueur du Can-Am Duel en NASCAR Cup Series en 2017 et 2018.

- Plus jeune pilote à remporter une course de Cup Series sur circuit routier (22 ans) ;
- Plus jeune pilote à remporter une course de Cup Series sur le Dover International Speedway (22 ans, 10 mois et 8 jours) ;
- Plus jeune pilote à remporter une course de Cup Series sur le Kansas Speedway (22 ans) ;
- Plus jeune pilote à remporter une course d'Xfinity Series sur le Darlington Raceway (18 ans).

### Récompenses
- NASCAR Cup Series :
  - Meilleur pilote débutant (rookie) de la saison 2016 ;
  - Pilote le plus populaire (Most Popular Driver) en 2018, 2019, 2020 et 2021.

- NASCAR Xfinity Series 
  - Meilleur pilote débutant (rookie) de la saison 2014 ;
  - Pilote le plus populaire (Most Popular Driver) en 2014 et 2015.